# Parapercis moki
Parapercis moki — вид окунеподібних риб родини Pinguipedidae. Описаний у 2013 році.

## Назва
Риба названа на честь тайванського іхтіолога Гін-К'ю Мока (1947 р. н.) з Національного університету Сунь Є-Сана.

## Поширення
Ендемік Тайваню.

## Опис
Цей вид може виростати до 10,4 см завдовжки.